# Luis Anaya
Luis Alonso Anaya Merino (né le 19 mai 1981 à San José Guayabal au Salvador) est un footballeur international salvadorien, qui évolue au poste de défenseur.

## Palmarès
- Championnat du Salvador : 2

Clausura 2005, Clausura 2006